# Cantó d'Hénin-Beaumont
El cantó d'Hénin-Beaumont és un cantó francès del departament del Pas de Calais, situat al districte de Lens. Té 2 municipis i el cap és Hénin-Beaumont.

## Municipis
- Hénin-Beaumont (part)
- Noyelles-Godault

## Història
| Data d'elecció                           | Identitat           | Partit                       | Qualitat |
| ---------------------------------------- | ------------------- | ---------------------------- | -------- |
| 1955-1961                                | Fernand Darchicourt | PS                           |          |
| 1961-1973                                | Camille Delabre     | RPR                          |          |
| 1967-1985                                | Jacques Piette      | SFIO, després PS             |          |
| 1985-1992                                | Pierre Darchicourt  | PS                           |          |
| 1992-                                    | Jean Urbaniak       | Divers gauche, després MoDem |          |
| les dades anteriors no són pas conegudes |                     |                              |          |
|                                          |                     |                              |          |